# مراف میکائیل
مراف میکائیل (عبری: מרב מיכאלי‎؛ زادهٔ ۲۴ نوامبر ۱۹۶۶) سیاست‌مدار، خبرنگار و فعال حقوق بشر اهل اسرائیل است.